# Paracoccus burnerae
Paracoccus burnerae és una espècie d'hemípter esternorrinc que pot esdevindre en plaga de cítrics i d'altres ornamentals i conreus. Endèmic d'Àfrica, el novembre de 2014 va ser descobert per primera volta a les Illes Canàries.